# The Fame Monster
The Fame Monster (tạm dịch: Quái vật danh tiếng) là album phòng thu tái phát hành của nữ ca sĩ-nhạc sĩ người Mỹ Lady Gaga phát hành vào ngày 18 tháng 11 năm 2009 từ album The Fame. The Fame Monster là một tập hợp gồm 8 ca khúc mới ban đầu được dự định là một phần mở rộng trong một bản tái phát hành lại của album The Fame. Tuy nhiên, sau đó Lady Gaga thông báo rằng The Fame Monster sẽ được phát hành riêng vì nếu gộp chung cả hai album lại thì giá thành của The Fame sẽ rất đắt, một lý do nữa là vì chủ đề chính và xu hướng âm nhạc trong The Fame Monster đề cập đến một vấn đề hoàn toàn khác biệt so với The Fame, cho nên album không cần những ca khúc cũ của The Fame để hỗ trợ và làm nổi bật nó. Đến ngày 15 tháng 12 năm 2009, một phiên bản đặc biệt của The Fame Monster được phát hành, trong EP này bao gồm có hai đĩa tập hợp tất cả những bản nhạc trích từ The Fame và The Fame Monster. Album tập trung nói về một cuộc sống thật khó khăn ẩn chứa đằng sau vầng hào quang danh vọng mà Lady Gaga đã từng trải trong suối hai năm 2008-2009 cô dã đứng trên ánh đèn sâu khấu. Những vướng mắc ấy đều được thể hiện thông qua phép ẩn dụ nói về một con quái vật. Tuy nhiên, chủ đề này lại rất đối nghịch với những cảm nhận của Gaga về The Fame.
Bìa nghệ thuật EP được thực hiện bởi nhiếp ảnh gia Hedi Slimane, rất nhiều người khi nhìn vào bức ảnh lầu đầu tiên cũng đều phải thốt lên rằng: "Ôi chúa ơi, y hệt như poster phim kinh dị vậy!", và cũng chính vì lý do ấy mà Lady Gaga đã phải thuyết phục công ty thu âm cho phép cô thực hiện điều này. Bìa album được lấy cảm hứng từ xu hướng âm nhạc Gothic cũng như trong nghệ thuật thời trang. [A]
Rất nhiều nhà phê bình đương đại đã đưa ra những đánh giá tích cực cho album, với phần lớn trong số họ khen ngợi những ca khúc trong EP như "Bad Romance" và "Dance in the Dark". Ở một số quốc gia, album kết hợp với The Fame để xếp hạng. Tại một số nước khác như Hoa Kỳ, Canada, Nhật Bản,...The Fame Monster chỉ được tính là một album riêng biệt. Album đã giành vị trí quán quân tại Úc, Đức, Ireland, New Zealand, Ba Lan, Vương quốc Anh và giành vị trí top-ten ở các thị trường âm nhạc lớn khác. "Bad Romance" được chọn làm đĩa đơn đầu tiên để phát hành, ca khúc là một sự thành công vượt trội khi đứng đầu các bảng xếp hạng tại hơn 26 quốc gia. Hai đĩa đơn tiếp theo là "Telephone" và "Alejandro", cả hai đều giành vị trí top-ten tại Hoa Kỳ và Anh Quốc, cũng như đĩa đơn "Dance in the Dark" gần đây đã được phát hành tại Úc. Lady Gaga quảng bá cho album tại chuyến lưu diễn thứ hai của cô mang tên The Monster Ball Tour bắt đầu vào ngày 27 tháng 11 năm 2009 và sẽ tiếp tục biểu diễn tới hết tháng 4 năm 2011.
Trên toàn thế giới, The Fame Monster trở thành EP bán chạy nhất năm 2010 với lượng tiêu thụ vượt ngưỡng mức 5.800.000 bản. Với chiến thắng này, Lady Gaga đã vượt mặt cả album Recovery của Eminem - một trong những nghệ sĩ rap có lượng đĩa bán chạy nhất mọi thời đại - đồng thời The Fame Monster cũng là album bán chạy nhất nước Mỹ vào năm 2010 . Khi hay tin, nữ ca sĩ đã gửi vài dòng tâm sự tới người hâm mộ qua Twitter: "The Fame Monster là album bán chạy nhất năm. Tôi thật phấn khích và lạc quan về tương lai. Chỉ cần tin tưởng và làm việc chăm chỉ, bạn sẽ có được những gì mình mơ ước" . Đến ngày 13 tháng 2 năm 2011, album và đĩa đơn trong "The Fame Monster" của Lady Gaga nhận được sáu đề cử Grammy, trong đó có giải quan trọng nhất là Album của năm và cô đã chiến thắng hạng mục Album giọng pop xuất sắc nhất.

## Phát hành
Tại Bắc Mĩ và Anh, album được phát hành dưới phiên bản 8 ca khúc vào ngày 23 tháng 11 năm 2009. Trên trang web của mình, Lady Gaga cũng khẳng định rằng phiên bản mở rộng này cũng sẽ có cả những ca khúc trong album đầu tiên của cô - The Fame - nhưng mà là trong một đĩa tặng kèm. Ngoài ra trong EP cô còn gửi tặng nhiều món quà khác đến cho những người hâm mộ của mình như một búi tóc giả, một bộ xếp hình, một cặp kính 3D...
"Trong album The Fame Monster, tôi sẽ sáng tác tất cả những gì không có trong album trước. Gần hai năm chu du vòng quanh thế giới, tôi đã chạm trán một vài quái vật, mỗi quái vật đều được tái hiện qua một ca khúc trong album, chẳng hạn như "Fear Of Sex Monster", "Fear Of Alcohol Monster", "Fear Of Love Monster", "Fear Of Death Monster", "Fear Of Loneliness Monster"..." - Lady Gaga chia sẻ với MTV. Cô cũng tiết lộ rằng trong album sẽ có một bản nhạc ballad mang tên "Speechless". Đây là ca khúc Gaga dành tặng riêng cho cha và ông của mình và là sản phẩm cô yêu thích nhất trong toàn bộ album. Nữ ca sĩ tài năng với phong cách độc đáo cũng nhấn mạnh rằng cô làm album này là để dành cho người hâm mộ, vì thế sẽ không có bất kỳ ca khúc nào liên quan đến tiền bạc hay danh vọng.

## Đánh giá chuyên môn
| Đánh giá chuyên môn | Đánh giá chuyên môn |
| Nguồn đánh giá      | Nguồn đánh giá      |
| Nguồn               | Đánh giá            |
| ------------------- | ------------------- |
| Allmusic            |                     |
| Robert Christgau    | (A-)                |
| The Independent     | (tích cực)          |
| Los Angeles Times   |                     |
| NME                 | (8/10)              |
| The Observer        |                     |
| Pitchfork Media     | (7.8/10)            |
| Rolling Stone       |                     |
| Slant Magazine      |                     |
| Spin                | (6/10)              |

## Diễn biến trên các bảng xếp hạng

Lady Gaga trình diễn ca khúc "Monster" trong chuyến lưu diễn The Monster Ball Tour.

Tại Hoa Kỳ, những đĩa đơn độc lập của The Fame Monster đứng thứ năm trên bảng xếp hạng tiêu thụ với doanh số hơn 174.000 bản trong khi đĩa kép cao cấp bao gồm cả bản gốc The Fame lại giành vị trí thứ sáu với doanh số 151.000 bản.. Album này cũng đứng đầu bảng xếp hạng Top Digital Albums với doanh số tiêu thụ là 65.000 bản. Bảy trong số tám bài hát nằm trong The Fame Monster cũng có mặt trên bảng xếp hạng Hot Digital Songs  đồng thời giành vị trí quán quân ở Dance/Electronic Albums, thay thế cho phiên bản gốc The Fame . Trong tháng 1 năm 2010, album được chứng nhận đĩa bạch kim do Hiệp hội Công nghiệp ghi âm Mỹ (RIAA) trao tặng dành cho lô hàng tiêu thụ một triệu bản của The Fame Monster . Album đã bán được hơn 1.400.000 bản tại Hoa Kỳ theo thống kê của Nielsen Soundscan . Tại Canada, album ra mắt và đạt vị trí thứ sáu trên bảng xếp hạng Canadian Albums Chart 
Ở Úc và New Zealand, The Fame Monster và The Fame ban đầu được tính chỉ là một album cũ có thêm tám bản nhạc mới, nhưng sau đó lại được xem như hai album độc lập không luân phiên hỗ trợ nhau. Trong tuần thứ 18 kể từ ngày phát hành, album đã leo lên vị trí số một tại Úc và được chứng nhận ba lần đĩa bạch kim cho doanh số tiêu thụ vượt quá 140.000 bản . The Fame Monster kết hợp với The Fame tại Áo, Ireland và Đức để xếp hạng và đã giành vị trí quán quân trên bảng xếp hạng ở cả ba quốc gia này . Album giữ kỷ vị trí thứ hai trên bảng xếp hạng Oricon của Nhật Bản .
Tại Vương Quốc Anh, The Monster Fame được phát hành như là một phiên bản cao cấp của The Fame và không phải là một album độc lập, có nghĩa là album này hỗ trợ với The Fame để làm nổi bật chủ đề chính. Sau bước nhảy vọt dáng kể 48 hạng từ vị trí thứ 55 lên vị trí thứ 7, vào ngày 3 tháng 1 năm 2010, album đã leo lên vị trí thứ 2 trên bảng xếp hạng UK Albums Chart . Tất cả các bài hát mới từ The Fame Monster đều nằm trong tốp 110 đĩa đơn thành công nhất mọi thời đại ở Anh . Cuối tuần ngày 28 tháng 2 năm 2010, album đã leo lên vị trí đầu bảng ở Anh quốc một tuần lễ cùng với The Fame. Đến ngày 21 tháng 3 năm 2010, album đã trở lại bảng xếp hạng ở vị trí quán quân một lần nữa, đánh bại nhóm nhạc hài kịch Glee Cast mặc dù họ được dự kiến sẽ đạt vị trí số một trong tuần kế tiếp , đồng thời The Fame Monster cũng leo lên vị trí thứ 13 tại bảng xếp hạng European Top 100 Albums . Album được chứng nhận hai lần đĩa bạch kim do Liên đoàn quốc tế ngành công nghiệp ghi âm (IFPI) công nhận dành cho lô hàng tiêu thụ hết hai triệu bản trên toàn Châu Âu...

## Đĩa đơn

Lady Gaga trình diễn ca khúc "Alejandro" trong chuyến lưu diễn The Monster Ball Tour.

"Bad Romance" là đĩa đơn chính thức đầu tiên mở đường cho album . Một phần ngắn của bài hát được Lady Gaga trình diễn trên kênh truyền hình Saturday Night Live vào ngày 3 tháng 10 năm 2009 cùng với một số ca khúc khác như "Poker Face" và "LoveGame" . Ngoài ra, "Bad Romance" còn được chọn làm nhạc nền trong đêm diễn chung kết thời trang xuân/hè 2010 của nhà thiết kế lừng danh Alexander McQueen dành cho tuần lễ thời trang Paris vào ngày 6 tháng 10 năm 2009 . Việc phát hành bài hát bằng tải kỹ thuật số trên mạng bắt đầu tiến hành vào ngày 27 tháng 10 năm 2009. Ca khúc đã đứng đầu bảng xếp hạng Canadian Hot 100, UK Singles Chart, European Hot 100, German Singles Chart, Áo, Bungari, Đan Mạch, Phần Lan, Pháp, Hungary, Ireland, Ý, Na Uy, Rumani, Slovakia, Tây Ban Nha, Thụy Điển cũng như giành vị trí thứ 2 tại Hoa Kỳ, Australia, New Zealand, Bỉ, và Thụy Sĩ .
"Telephone" được phát hành làm đĩa đơn chính thức thứ hai của album . Trong ca khúc còn có sự góp mặt của nữ ca sĩ R&B nổi tiếng Beyoncé Knowles. Lady Gaga biểu diễn bài hát trực tiếp lần đầu tiên tại lễ trao giải BRIT Awards năm 2010 cùng với một số ca khúc khác từ The Fame Monster . Video âm nhạc chính thức của "Telephone" trình chiếu trên kênh tin tức E! News vào ngày 11 tháng 3 năm 2010 . Gaga còn cho biết thêm rằng video "Telephone" là một sự tiếp nối của "Paparazzi" về việc cô bị bạn trai ruồng bỏ và lừa đảo, và cũng tương tự như "Paparazzi", "Telephone" là một đoạn phim ngắn kể về việc cô bị ngồi tù và trở thành kẻ sát nhân. "Telephone" được đánh giá cao bởi các nhà phê bình, họ cho rằng đây là một ca khúc nổi bật nhất trong The Fame Monster, bài hát đã lọt vào bảng xếp hạng ở rất nhiều nước trước khi được phát hành như một đĩa đơn. Đến ngày 22 tháng 3 năm 2010, ca khúc đã giành vị trí số một trên UK Singles Chart, trở thành đĩa đơn quán quân thứ hai liên tiếp tại bảng xếp hạng Anh và cũng là bài hát thứ tư giành vị trí đầu bảng ở xứ sở sương mù của Lady Gaga. Ca khúc đứng thứ ba trên Billboard Hot 100, trở thành đĩa đơn thứ sáu liên tiếp của Gaga lọt vào tốp 10 tại bảng xếp hạng danh tiếng này . Ngoài ra, Telephone cũng đạt đến vị trí số một ở Pop Songs, trở thành ca khúc quán quân thứ 6 liên tiếp của Lady Gaga đồng thời bài hát cũng giúp cô đánh bại hai nghệ sĩ kỳ cựu Beyonce và Mariah Carey kể từ khi Nielsen BDS chính thức công bố bảng xếp hạng dựa trên tần sóng phát thanh phát động vào năm 1992 .
"Alejandro" được phát hành làm đĩa đơn thứ ba của EP. Ban đầu, hãng thu âm của Lady Gaga lên kế hoạch sẽ chọn ca khúc "Dance in the Dark" thay cho "Alejandro" và sẽ thực hiện video tiếp nối với Telephone. Tuy nhiên, Gaga đã phản đối việc này, cô nói rằng cô làm việc theo bản năng và tự lựa chọn một con đường cho riêng mình, chứ cô không phải là một con rối trong tay các nhà sản xuất, họ bảo gì thì nghe nấy! Và cũng chính vì lý do đó mà mâu thuẫn đã phát sinh giữa Lady Gaga và hãng thu âm của cô, tuy nhiên cuối cùng "Alejandro" cũng được lựa chọn làm đĩa đơn chính thức để phát hành. Thông qua tài khoản của mình trên Twitter, Lady Gaga đã nhận xét và viết vài dòng về bài hát: "Alejandro hiện nay đã được phát sóng trên radio. Tôi đã cố gắng tạo nên một bản nhạc hay để các bạn thưởng thức, và tôi đã làm nó trở thành một con quái vật nhỏ !?" . Ca khúc chính thức được gửi đến đài phát thanh vào ngày 20 tháng 4 năm 2010 tại Hoa Kỳ . "Alejandro" đã giành vị trí quán quân ở Bungari, Cộng Hòa Séc, Nga, Phần Lan, Ba Lan, Rumani cũng như lọt vào tốp 5 ở Canada, Úc, Áo, Bỉ, Đức ... Tại Hoa Kỳ, bài hát đứng vững ở vị trí thứ 5, trở thành đĩa đơn thứ bảy liên tiếp của Gaga lọt vào top ten trên Billboard Hot 100 .

## Danh sách bài hát
| Phiên bản gốc | Phiên bản gốc                     | Phiên bản gốc                                                          | Phiên bản gốc                   | Phiên bản gốc |
| STT           | Nhan đề                           | Sáng tác                                                               | Nhà sản xuất                    | Thời lượng    |
| ------------- | --------------------------------- | ---------------------------------------------------------------------- | ------------------------------- | ------------- |
| 1.            | "Bad Romance"                     | RedOne, Lady Gaga                                                      | RedOne                          | 4:55          |
| 2.            | "Alejandro"                       | RedOne, Lady Gaga                                                      | RedOne                          | 4:34          |
| 3.            | "Monster"                         | RedOne, Lady Gaga, Space Cowboy                                        | RedOne                          | 4:09          |
| 4.            | "Speechless"                      | Lady Gaga                                                              | Ron Fair                        | 4:31          |
| 5.            | "Dance in the Dark"               | Lady Gaga, Fernando Garibay                                            | Garibay                         | 4:49          |
| 6.            | "Telephone" (hợp tác với Beyoncé) | Lady Gaga, Rodney Jerkins, LaShawn Daniels, Lazonate Franklin, Beyoncé | Jerkins                         | 3:41          |
| 7.            | "So Happy I Could Die"            | Lady Gaga, RedOne, Space Cowboy                                        | RedOne, Lady Gaga, Space Cowboy | 3:55          |
| 8.            | "Teeth"                           | Lady Gaga, Taja Riley                                                  | Teddy Riley                     | 3:41          |

| Phiên bản USB | Phiên bản USB                                                                   | Phiên bản USB                                  | Phiên bản USB   | Phiên bản USB |
| STT           | Nhan đề                                                                         | Sáng tác                                       | Nhà sản xuất    | Thời lượng    |
| ------------- | ------------------------------------------------------------------------------- | ---------------------------------------------- | --------------- | ------------- |
| 9.            | "Bad Romance" (Starsmith Remix)                                                 | RedOne, Lady Gaga                              | Starsmith       | 4:56          |
| 10.           | "Telephone" (Passion Pit Remix) (hợp tác với Beyoncé)                           | Lady Gaga, Jerkins, Daniels, Franklin, Beyoncé | Passion Pit     | 5:13          |
| 11.           | "Paparazzi" (Demolition Crew Remix) (radio edit)                                | Lady Gaga, Rob Fusari                          | Demolition Crew | 3:54          |
| 12.           | "Just Dance" (Deewaan Remix) (hợp tác với Ashking, Wedis, Lush and Young Thoro) | Lady Gaga, RedOne, Aliaune Thiam               | Deewaan         | 4:17          |
| 13.           | "LoveGame" (Robots to Mars Remix)                                               | Lady Gaga, RedOne                              | Robots to Mars  | 3:14          |
| 14.           | "Eh, Eh (Nothing Else I Can Say)" (Frankmusik Remix)                            | Lady Gaga, Martin Kierszenbaum                 | Frankmusik      | 3:48          |
| 15.           | "Poker Face" (live at The Cherrytree House) (phiên bản piano và voice)          | Lady Gaga, RedOne                              | Kierszenbaum    | 3:38          |
| 16.           | "Bad Romance" (Grum Remix)                                                      | RedOne, Lady Gaga                              | Grum            | 4:51          |
| 17.           | "Telephone" (Alphabeat Remix) (hợp tác với Beyoncé)                             | Lady Gaga, Jerkins, Daniels, Franklin, Beyoncé | Alphabeat       | 5:13          |

| The Fame Monster: Video EP | The Fame Monster: Video EP        | The Fame Monster: Video EP |
| STT                        | Nhan đề                           | Thời lượng                 |
| -------------------------- | --------------------------------- | -------------------------- |
| 1.                         | "Just Dance"                      | 4:06                       |
| 2.                         | "Poker Face"                      | 3:40                       |
| 3.                         | "Paparazzi"                       | 7:43                       |
| 4.                         | "LoveGame"                        | 3:43                       |
| 5.                         | "Eh, Eh (Nothing Else I Can Say)" | 3:03                       |
| 6.                         | "Bad Romance"                     | 5:14                       |
| 7.                         | "Telephone"                       | 9:27                       |

## Bảng xếp hạng và doanh số chứng nhận
| Năm (2009)                      | Vị trí cao nhất |
| ------------------------------- | --------------- |
| Argentinian Albums Chart        | 8               |
| Australian Albums Chart         | 1               |
| Austrian Albums Chart           | 1               |
| Belgium Albums Chart (Flanders) | 1               |
| Belgium Albums Chart (Wallonia) | 5               |
| Brazilian Albums Chart          | 3               |
| Canadian Albums Chart           | 6               |
| Croatian Albums Chart           | 1               |
| Czech Albums Chart              | 3               |
| Danish Albums Chart             | 2               |
| Dutch Albums Chart              | 4               |
| European Top 100 Albums         | 13              |
| Finnish Albums Chart            | 1               |
| French Albums Chart             | 13              |
| German Albums Chart             | 1               |
| Hungarian Albums Chart          | 2               |
| Irish Albums Chart              | 1               |
| Italian Albums Chart            | 2               |
| Japanese Albums Chart           | 2               |
| Mexican Albums Chart            | 2               |
| New Zealand Albums Chart        | 1               |
| Norwegian Albums Chart          | 8               |
| Polish Albums Chart             | 1               |
| Russian Albums Chart            | 3               |
| Spanish Albums Chart            | 3               |
| Swedish Albums Chart            | 2               |
| Swiss Albums Chart              | 1               |
| UK Albums Chart                 | 1               |
| US Billboard 200                | 5               |
| US Dance/Electronic Albums      | 1               |

| Quốc gia    | Chứng nhận (Theo doanh số) |
| ----------- | -------------------------- |
| Úc          | 3× Bạch kim                |
| Brasil      | 2× Bạch kim                |
| Bỉ          | 2× Bạch kim                |
| Đan Mạch    | Bạch kim                   |
| Châu Âu     | 3× Bạch kim                |
| Phần Lan    | Bạch kim                   |
| Pháp        | 2× Bạch kim                |
| Ả Rập       | Vàng                       |
| Hungary     | Bạch kim                   |
| Ý           | Đa bạch kim                |
| Ireland     | 9× Bạch kim                |
| Nhật Bản    | 2× Bạch kim                |
| New Zealand | 4× Bạch kim                |
| Ba Lan      | 3× Bạch kim                |
| Nga         | 4× Bạch kim                |
| Hoa Kỳ      | Bạch kim                   |

| Bảng xếp hạng (2009)       | Vị trí |
| -------------------------- | ------ |
| Australian Albums Chart    | 59     |
| Danish Albums Chart        | 28     |
| Irish Albums Chart         | 3      |
| Swedish Albums Chart       | 90     |
| Bảng xếp hạng (2010)       | Vị trí |
| Flanders Albums Chart      | 6      |
| Wallonia Albums Chart      | 13     |
| Canadian Albums Chart      | 23     |
| Danish Albums Chart        | 10     |
| Dutch Albums Chart         | 10     |
| European Top 100 Albums    | 16     |
| Finnish Albums Chart       | 2      |
| Italian Albums Chart       | 8      |
| Japanese Albums Chart      | 14     |
| US Billboard 200           | 13     |
| US Dance/Electronic Albums | 2      |

### Thành công trên các bảng xếp hạng
| Thứ tự chức vụ                                                                             | Thứ tự chức vụ | Thứ tự chức vụ                                                                                       |
| ------------------------------------------------------------------------------------------ | --- | --- |
| Tiền nhiệm: The Fame của Lady Gaga                                                         | Album quán quân Billboard Dance/Electronic Albums (Mỹ) Ngày 12 tháng 12 năm 2009 | Kế nhiệm: The Fame của Lady Gaga                                                                     |
| Tiền nhiệm My Christmas của Andrea Bocelli                                                 | Album quán quân Polish Albums Chart Ngày 4 tháng 1 năm 2010 – Ngày 10 tháng 1 năm 2010 | Kế nhiệm Magia del Tango của Marcin Wyrostek                                                         |
| Tiền nhiệm Reality Killed the Video Star của Robbie Williams                               | Album quán quân German Albums Chart Ngày 5 tháng 1 năm 2010 – Ngày 4 tháng 2 năm 2010 | Kế nhiệm Schall và Wahn của Tocotronic                                                               |
| Tiền nhiệm The Element of Freedom của Alicia Keys                                          | Album quán quân Swiss Albums Chart Ngày 10 tháng 1 năm 2010 | Kế nhiệm Soldier of Love của Sade                                                                    |
| Tiền nhiệm Sunny Side Up của Paolo Nutini                                                  | Album quán quân Irish Albums Chart Ngày 21 tháng 1 năm 2010 – Ngày 11 tháng 2 năm 2010 | Kế nhiệm Crazy Love của Michael Bublé                                                                |
| Tiền nhiệm Glee: The Music, Volume 1 của Glee Cast Brother của Boyzone Brother của Boyzone | Album quán quân UK Albums Chart Ngày 28 tháng 2 năm 2010 – Ngày 8 tháng 3 năm 2010 (Lần 1) Ngày 21 tháng 3 năm 2010 – Ngày 28 tháng 3 năm 2010 (Lần 2) Ngày 11 tháng 4 năm 2010 – Ngày 18 tháng 4 năm 2010 (Lần 3) | Kế nhiệm Lights của Ellie Goulding Brother của Boyzone The Defamation of Strickland Banks của Plan B |
| Tiền nhiệm Viimeinen Atlantis của Stam1na                                                  | Album quán quân Finnish Albums Chart Ngày 4 tháng 3 năm 2010 – Ngày 11 tháng 3 năm 2010 | Kế nhiệm Singlet 2004-2009 của Apulanta                                                              |
| Tiền nhiệm Holy Smoke của Gin Humour and the Misfortune of Others của Hollie Smith         | Album quán quân New Zealand Albums Chart Ngày 15 tháng 3 năm 2010 Ngày 29 tháng 3 năm 2010 | Kế nhiệm Humour and the Misfortune of Others của Hollie Smith The Experiment của Dane Rumble         |
| Tiền nhiệm April Uprising của John Butler Trio                                             | Album quán quân Australian Albums Chart Ngày 12 tháng 4 năm 2010 – Ngày 3 tháng 5 năm 2010 | Kế nhiệm My World 2.0 của Justin Bieber                                                              |
| Tiền nhiệm Teardrops của Tom Rice                                                          | Album quán quân Belgian (Flanders) Albums Chart Ngày 26 tháng 6 năm 2010 | Kế nhiệm Registrated 2 của Regi Penxten                                                              |

## Lịch sử phát hành
| Quốc gia       | Ngày phát hành       | Định dạng                                    | Nhãn hiệu                                    | Phiên bản                   |
| -------------- | -------------------- | -------------------------------------------- | -------------------------------------------- | --------------------------- |
| Nhật Bản       | 18 tháng 11, 2009    | CD, tải nhạc số                              | Universal Music                              | Deluxe                      |
| Australia      | 20 tháng 11, 2009    | CD, tải nhạc số                              | Universal Music                              | Deluxe, Limited             |
| Chile          | 20 tháng 11, 2009    | CD, tải nhạc số                              | Universal Music                              | Standard, Deluxe            |
| Đức            | 20 tháng 11, 2009    | CD, tải nhạc số                              | Universal Music                              | Standard, Deluxe            |
| Ireland        | 20 tháng 11, 2009    | CD, tải nhạc số                              | Universal Music                              | Deluxe                      |
| Hoa Kỳ         | 23 tháng 11, 2009    | CD, tải nhạc số                              | Interscope, Streamline, Kon Live, Cherrytree | Deluxe                      |
| Vương Quốc Anh | 23 tháng 11, 2009    | CD, tải nhạc số                              | Polydor                                      | Deluxe                      |
| Canada         | 23 tháng 11, 2009    | CD, tải nhạc số                              | Universal Music                              | Deluxe                      |
| Argentina      | 23 tháng 11, 2009    | CD, tải nhạc số                              |                                              | Deluxe                      |
| Brasil         | 27 tháng 11 năm 2009 | CD, tải nhạc số                              |                                              | Deluxe                      |
| Hoa Kỳ         | 28 tháng 11, 2009    | Interscope, Streamline, Kon Live, Cherrytree |                                              | Deluxe                      |
| Canada         | 1 tháng 12, 2009     | Universal Music                              | Standard                                     | Deluxe                      |
| Hoa Kỳ         | 15 tháng 12, 2009    | Box-set                                      | Interscope, Streamline, Kon Live, Cherrytree | Super Deluxe                |
| Hoa Kỳ         | 15 tháng 12, 2009    | LP                                           | Interscope, Streamline, Kon Live, Cherrytree | Standard                    |
| Australia      | 18 tháng 12, 2009    | Digital download                             | Universal Music                              | Standard (Explicit version) |
| Australia      | 21 tháng 12, 2009    | CD                                           | Universal Music                              | Standard (Explicit version) |
| Hoa Kỳ         | 26 tháng 1, 2010     | Digital download                             | Interscope, Streamline, Kon Live, Cherrytree | Standard (Explicit version) |
| Trung Quốc     | 1 tháng 2, 2010      | CD                                           | Universal Music                              | Standard                    |
| Nhật Bản       | 16 tháng 4, 2010     | CD + DVD                                     | Universal Music                              | Standard (Explicit Version) |
| Thế giới       | 3 tháng 5, 2010      | USB Drive                                    | Interscope, Streamline, Kon Live, Cherrytree | Limited (Explicit Version)  |
| Ý              | 8 tháng 6, 2010      | CD                                           | Universal Music                              | Limited Slipcase            |